# Élections législatives de 2021 au Kerala
L'élection de l'Assemblée législative du Kerala de 2021 a eu lieu au Kerala le 6 avril 2021 pour élire 140 membres à la 15e Assemblée législative du Kerala. Les résultats ont été déclarés le 2 mai.
Le Front démocratique de gauche (LDF) a conservé le pouvoir avec 99 sièges, soit 8 de plus que lors de l'élection précédente. C'est la première fois qu'une alliance remporte des mandats consécutifs dans l'État depuis l'élection de 1977. Le Front démocratique uni (UDF) a remporté les 41 sièges restants, soit 6 de moins que lors de l'élection précédente. L'Alliance démocratique nationale (NDA) a vu sa part de voix diminuer et a perdu son seul siège. Pinarayi Vijayan est devenu le premier ministre en chef du Kerala à être réélu au terme d'un mandat complet de cinq ans,.

## Contexte
Le Kerala dispose d'une chambre législative monocamérale, Niyamasabha, composée de 140 membres élus dans des circonscriptions individuelles et d'un membre nommé par la communauté anglo-indienne. Les membres sont élus pour une période de cinq ans, à moins que l'assemblée ne soit dissoute plus tôt. Quatorze et deux circonscriptions respectivement sont réservées aux membres appartenant aux castes répertoriées (SC) et aux tribus répertoriées (ST). Le mandat des membres de la 14e Assemblée législative de l'État a pris fin le 1er juin 2021.
Comme pour toutes les élections législatives en Inde, le Kerala utilise le système du scrutin uninominal à un tour. La Commission électorale de l'État du Kerala organise les élections de l'assemblée et est supervisée par la Commission électorale de l'Inde.

### Changements dans la composition des alliances
Lors des élections précédentes, en 2016, le LDF a remporté 91 sièges à l'assemblée, battant l'UDF sortant, dirigé par le Congrès national indien (INC), qui n'a pu remporter que 47 sièges lors des élections. Le siège restant a été remporté par un indépendant, P. C. George, qui a ensuite formé le parti Kerala Janapaksham (Secular).
Après avoir été suspendu de l'UDF, le Kerala Congress (M), dirigé par Jose K. Mani, a rejoint le LDF. Toutefois, une faction du parti, dirigée par P. J. Joseph, est restée au sein de l'UDF et a formé le Kerala Congress,.
Un autre changement majeur survenu après 2016 a été l'entrée de quatre partis, dont le Loktantrik Janata Dal et la Ligue nationale indienne, au sein du LDF.

### Elections locales de 2020
Lors des élections locales de 2020 au Kerala, qui se sont tenues en décembre, le LDF a obtenu de bons résultats, notamment une avance dans 11 des 14 districts panchayats de l'État.
L'arrivée du Congrès (M) du Kerala a permis au LDF de gagner du terrain dans les bastions traditionnels de l'UDF que sont le district de Kottayam et les régions avoisinantes, qui comptent un grand nombre d'électeurs chrétiens syriens.
Après les élections locales, A. Vijayaraghavan, le nouveau secrétaire d'État du Parti communiste indien (marxiste), a allégué à plusieurs reprises que l'UDF avait conclu une alliance secrète avec des organisations fondamentalistes telles que le Jamaat-e-Islami,.

### 2021
En février 2021, Mani C. Kappan, député de la circonscription de Pala, passe à l'UDF après que le LDF a rejeté sa demande de participer aux élections dans la circonscription de Pala. Il a donc été exclu du NCP et a créé un nouveau parti politique, le Nationalist Congress Kerala (NCK).
En mars 2021, R. Balasankar, dirigeant du Rashtriya Swayamsevak Sangh d'Alappuzha, a affirmé que la direction du BJP au Kerala avait conclu un accord secret avec le CPI(M) afin d'affaiblir l'UDF et d'assurer sa défaite, ce que le BJP a démenti,. Le 17 mars 2021, P. C. Thomas a annoncé la fusion de son parti avec le Kerala Congress de P. J. Joseph, dont il sera le vice-président.

## Partis et alliances
Le Front démocratique de gauche (LDF) est une coalition de partis politiques de centre-gauche à gauche, dirigée par le Parti communiste d'Inde (marxiste) (CPIM). Le Front démocratique uni (UDF) est une alliance de partis politiques centristes à centre-gauche, dirigée par le Congrès national indien (INC). L'Alliance démocratique nationale (NDA), dirigée par le Bharatiya Janata Party (BJP), est une coalition de partis centristes et de droite.

### Front démocratique de gauche
Alliance de partis politiques de centre-gauche et de gauche, le LDF est actuellement au pouvoir. La coalition se compose du CPI(M), du CPI et de plusieurs petits partis.
| No. | Parti                              | Drapeau | Symbole | Chef de file               | Photo | Sièges en lice |
| --- | ---------------------------------- | ------- | ------- | -------------------------- | ----- | -------------- |
| 1.  | Parti communiste d'Inde (marxiste) |         |         | Kodiyeri Balakrishnan      |       | 77             |
| 2.  | Parti communiste d'Inde            |         |         | Kanam Rajendran            |       | 23             |
| 3.  | Kerala Congress (M)                |         |         | Jose K. Mani               |       | 12             |
| 4.  | Janata Dal (Secular)               |         |         | Mathew T. Thomas           |       | 4              |
| 5.  | Parti du congrès nationaliste      |         |         | T. P. Peethambaran         |       | 3              |
| 6.  | Loktantrik Janata Dal              |         |         | M. V. Shreyams Kumar       |       | 3              |
| 7.  | Indian National League             |         |         | A. P. Abdul Wahab          |       | 3              |
| 8.  | Congress (Secular)                 |         |         | Kadannappalli Ramachandran |       | 1              |
| 9.  | Kerala Congress (B)                |         |         | R. Balakrishna Pillai      |       | 1              |
| 10. | Janadhipathya Kerala Congress      |         |         | K. C. Joseph               |       | 1              |
| 11. | Indépendant                        |         |         |                            |       | 12             |
|     | Total                              | Total   | Total   | Total                      |       | 140            |

### Front démocratique uni
Il s'agit d'une alliance de partis politiques centristes et de centre-gauche de l'État, fondée par l'éminent dirigeant du parti du Congrès, K. Karunakaran, en 1978.
| No. | Parti                                 | Drapeau | Symbole | Chef de file                  | Photo | Sièges en lice |
| --- | ------------------------------------- | ------- | ------- | ----------------------------- | ----- | -------------- |
| 1.  | Congrès national indien               |         |         | Mullappally Ramachandran      |       | 93             |
| 2.  | Indian Union Muslim League            |         |         | Sayed Hyderali Shihab Thangal |       | 25             |
| 3.  | Kerala Congress                       |         |         | P. J. Joseph                  |       | 10             |
| 4.  | Parti socialiste révolutionnaire      |         |         | A.A. Aziz                     |       | 5              |
| 5.  | Nationalist Congress Kerala           |         |         | Mani C. Kappan                |       | 2              |
| 6.  | Kerala Congress (Jacob)               |         |         | Anoop Jacob                   |       | 1              |
| 7.  | Parti communiste marxiste             |         |         | C. P. John                    |       | 1              |
| 8.  | Parti marxiste révolutionnaire d'Inde |         |         | N. Venu                       |       | 1              |
| 9.  | Indépendant                           |         |         |                               |       | 2              |
|     | Total                                 | Total   | Total   | Total                         |       | 140            |

### Alliance démocratique nationale
Il s'agit d'une alliance de partis de droite. L'unité NDA du Kerala a été constituée en 2016. La coalition est composée du Bharatiya Janata Party, du Bharath Dharma Jana Sena et de divers autres petits partis.
| No. | Parti                                    | Drapeau | Symbole | Chef de file                | Photo | Sièges en lice |
| --- | ---------------------------------------- | ------- | ------- | --------------------------- | ----- | -------------- |
| 1.  | Bharatiya Janata Party                   |         |         | K. Surendran                |       | 113            |
| 2.  | Bharath Dharma Jana Sena                 |         |         | Thushar Vellapally          |       | 21             |
| 3.  | All India Anna Dravida Munnetra Kazhagam |         |         | G. Shobakumar               |       | 2              |
| 4.  | Kerala Kamaraj Congress                  |         |         | Vishnupuram Chandrasekharan |       | 1              |
| 5.  | Janadhipathya Rashtriya Sabha            |         |         | C. K. Janu                  |       | 1              |
|     | Total                                    | Total   | Total   | Total                       |       | 138            |

## Campagne
Le 28 février 2021, le Front démocratique de gauche (LDF) a publié son slogan de campagne pour les élections législatives, « Urappanu LDF » (en Malayalam : ഉറപ്പാണ് LDF) qui se traduit par « LDF pour sûr ». L'alliance a publié son manifeste le 19 mars.
Le Front démocratique uni (UDF) a publié son slogan de campagne "« Naadu Nannakan UDF » (നാട് നന്നാകാൻ UDF) qui se traduit approximativement par « UDF pour l'avancement du Kerala ». L'UDF a publié son manifeste électoral le 20 mars 2020.
L'Alliance démocratique nationale, a publié son slogan de campagne « Puthiya Keralam Modikkoppam » (Malayalam : പുതിയ കേരളം മോദിക്കൊപ്പം), qui se traduit approximativement par « Le nouveau Kerala avec Modi ».

## Candidats
De nombreux partis, dont le CPI(M), l'INC et le CPI, n'ont pas donné de places à la plupart des députés en exercice qui avaient déjà effectué deux mandats. Un tiers des candidats sélectionnés avaient une expérience préalable dans les organes locaux. La Indian Union Muslim League a présenté une candidate, Noorbeena Rasheed à Kozhikode South pour la première fois en 25 ans. Anannyah Kumari Alex, candidate dans la circonscription de Vengara, est devenue la première candidate transgenre à être désignée pour les élections législatives du Kerala. Cependant, elle a suspendu sa campagne après avoir été harcelée par les membres de son parti.
Les candidatures des candidats du NDA à Thalassery, Guruvayur et Devikulam ont été rejetées par la Commission électorale, au motif que les déclarations de candidature étaient incomplètes. L'alliance a donc offert son soutien au candidat du Democratic Social Justice Party (DSJP) à Guruvayur, au candidat de l'AIADMK à Devikulam et à un candidat indépendant à Thalassery, mais ce dernier a rejeté ce soutien.

## Sondage
| Date published  | Polling agency                      |       |       |     | Avance    | Ref.   |
| Date published  | Polling agency                      | LDF   | UDF   | NDA | Avance    | Ref.   |
| --------------- | ----------------------------------- | ----- | ----- | --- | --------- | ------ |
| 29 Mars 2021    | Asianet News–C fore                 | 82–91 | 46–54 | 3–7 | 11–20     | [ 33 ] |
| 24 Mars 2021    | Mathrubhumi–CVoter                  | 73–83 | 56–66 | 0–1 | 2–12      | [ 34 ] |
| 24 Mars 2021    | Manorama News–VMR                   | 77–82 | 54–59 | 0–3 | 6–11      | [ 35 ] |
| 24 Mars 2021    | Times Now–CVoter                    | 77    | 62    | 1   | 6         | [ 36 ] |
| 15 Mars 2021    | ABP News–CVoter                     | 77–85 | 54–62 | 0–2 | 6–14      | [ 37 ] |
| 15 Mars 2021    | MediaOne–P-Marq (Politique Marquer) | 74–80 | 58–64 | 0–2 | 3–9       | [ 38 ] |
| 8 Mars 2021     | Times Now–CVoter                    | 82    | 56    | 1   | 11        | [ 39 ] |
| 28 Février 2021 | 24 News                             | 72–78 | 63–69 | 1–2 | 1–7       | [ 40 ] |
| 27 Février 2021 | ABP News–CVoter                     | 83–91 | 47–55 | 0–2 | 12–20     | [ 41 ] |
| 25 Février 2021 | Lok Poll                            | 75–80 | 60–65 | 0–1 | 4–9       | [ 42 ] |
| 21 Février 2021 | Spick Media - MCV Network Survey    | 85    | 53    | 2   | 14        | [ 43 ] |
| 21 Février 2021 | 24 News                             | 68–78 | 62–72 | 1–2 | Incertain | [ 44 ] |
| 21 Février 2021 | Asianet News–C fore                 | 72–78 | 59–65 | 3–7 | 1–7       | [ 45 ] |
| 18 Janvier 2021 | ABP News–CVoter                     | 81–89 | 41–47 | 0–2 | 10–18     | [ 46 ] |
| 6 Janvier 2021  | Lok Poll                            | 73–78 | 62–67 | 0–1 | 2–7       | [ 47 ] |
| 4 Juillet 2020  | Asianet News–C fore                 | 77–83 | 54–60 | 3–7 | 6–12      | [ 48 ] |

## Résultat
| LDF    | LDF   | Sièges | UDF    | UDF   | Sièges | NDA    | NDA   | Sièges |
| ------ | ----- | ------ | ------ | ----- | ------ | ------ | ----- | ------ |
| CPI(M) |       | 62     | INC    |       | 21     | BJP    |       | 0      |
| CPI    |       | 17     | IUML   |       | 15     | BDJS   |       | 0      |
| KC(M)  |       | 5      | KEC    |       | 2      | AIADMK |       | 0      |
| JD(S)  |       | 2      | RMPI   |       | 1      | KKC    |       | 0      |
| NCP    |       | 2      | NCK    |       | 1      | JRS    |       | 0      |
| KC(B)  |       | 1      | KC(Ja) |       | 1      | DSJP   |       | 0      |
| INL    |       | 1      | CMP    |       | 0      |        |       |        |
| LJD    |       | 1      | RSP    |       | 0      |        |       |        |
| C(S)   |       | 1      | IND    |       | 0      |        |       |        |
| JKC    |       | 1      |        |       |        |        |       |        |
| IND    |       | 6      |        |       |        |        |       |        |
| Total  | Total | 99     | Total  | Total | 41     | Total  | Total | 0      |
| ±      | ±     | +8     | ±      | ±     | -6     | ±      | ±     | -1     |

## Conséquences

### Formation du gouvernement
Le ministre en chef sortant, Pinarayi Vijayan, a prêté serment le 20 mai avec 20 autres membres du cabinet, dont 18 nouveaux. L'exclusion du ministre de la santé sortant, K. K. Shailaja, a suscité des critiques de la part de l'opinion publique et de certains membres du CPI(M). Les députés de l'opposition et les représentants du gouvernement central n'ont pas assisté à la cérémonie de prestation de serment, dont le nombre de participants a été limité à 500 en raison d'un verrouillage de l'État, pour des raisons liées au protocole COVID.
V. V. D. Satheesan a remplacé Ramesh Chennithala en tant que chef de l'opposition au sein du Niyamasabha, après que la décision ait été prise par le haut commandement du Congrès.

### Scandale Kodakara hawala
Quelques semaines après l'annonce des résultats des élections, des allégations ont été formulées à l'encontre des dirigeants du BJP du Kerala pour avoir transporté de l'argent noir illégal (hawala), en relation avec les élections de 2021. La police du Kerala a saisi ₹3.5 crore en espèces à Kodakara, trois jours avant les élections. L'argent aurait été pillé et devait être utilisé pour la campagne électorale du BJP. Le président de l'État du BJP, K. Surendran, est le principal accusé dans cette affaire.

### Autres événements
Le 20 mars 2023, la Haute Cour du Kerala a annulé l'élection à Devikulam, où les membres élus doivent appartenir aux castes répertoriées (SC), après avoir établi que le député élu, A. Raja du CPI(M), n'appartenait pas à la communauté SC et était donc considéré comme inéligible dans la circonscription. Le tribunal a suspendu la décision pour permettre à Raja d'introduire un recours devant la Cour suprême.